# Liuzhou
Liuzhou, tidigare romaniserat Liuchow, är en stad på prefekturnivå i den autonoma regionen Guangxi i Folkrepubliken Kina.

## Administrativ indelning
Liuzhou indelas i fyra stadsdistrikt, fyra härad och två autonoma härad:
- Stadsdistriktet Chengzhong (城中区), 125 km², 120 000 invånare, centrum och säte för prefekturregeringen;
- Stadsdistriktet Yufeng (鱼峰区), 98 km², 220 000 invånare;
- Stadsdistriktet Liunan (柳南区), 162 km², 300 000 invånare;
- Stadsdistriktet Liubei (柳北区), 282 km², 330 000 invånare;
- Häradet Liujiang (柳江县), 2 504 km², 540 000 invånare;
- Häradet Liucheng (柳城县), 2 124 km², 410 000 invånare;
- Häradet Luzhai (鹿寨县), 3 358 km², 480 000 invånare;
- Häradet Rong'an (融安县), 2 904 km², 320 000 invånare;
- Det autonoma häradet Sanjiang för dong-folket (三江侗族自治县), 2 455 km², 350 000 invånare;
- Det autonoma häradet Rongshui för miao-folket (融水苗族自治县), 4 665 km², 470 000 invånare.